# 静岡女子高等学校
静岡女子高等学校（しずおかじょしこうとうがっこう）は、静岡県静岡市駿河区八幡三丁目にある私立高等学校（女子校）。
学校法人静岡和洋学園が運営している。なお、秋田県の和洋学園（秋田和洋女子高等学校など）、および千葉県の和洋学園（和洋女子大学など）とは無関係である。

## 沿革
- 1919年 - 静岡市片羽町に静岡和洋裁縫女学校として開校。
- 1933年 - 静岡和洋女子職業学校に改称。
- 1944年 - 静岡中駿女子商業学校に改称。
- 1945年 - 静岡大空襲で校舎焼失。
- 1947年 - 静岡和洋中学校を開設。
- 1948年 - 静岡和洋被服高等学校に改称。被服科設置。
- 1949年 - 静岡和洋高等学校に改称。現在地（当時の地名：静岡市八幡本町三丁目9番地）に移転。
- 1950年 - 学校法人静岡和洋学園の設立認可。
- 1952年 - 高等学校に商業科設置。
- 1954年 - 静岡和洋高等学校を静岡女子高等学校に改称。
- 1955年 - 静岡和洋中学校を静岡女子中学校に改称。高等学校に普通科設置。
- 1961年 - 各科を全て普通科に統合し、普通コース、商業コース、家庭コースに分類。
- 1967年 - 静岡女子中学校が閉校。
- 1973年 - 保育科を設置。
- 1976年 - 普通科普通コースを進学コースに改組。
- 1978年 - 体育館完成。本校校舎より約120m南西の敷地外にある。
- 1981年 - 普通科を分別し、商業科と家政科を設置。保育科を含めた4科制となる。
- 1993年 - 保育科を普通科保育コースに移行し、福祉科を設置。
- 2005年 - 新校舎が完成。

## 学科
- 普通科
  - 普通コース
  - 保育コース
- 専門学科
  - 家政科
  - 商業科
  - 福祉科

## アクセス
- しずてつジャストラインみなみ線 ｢八幡三丁目｣停留所から、徒歩1分

## 関連人物

### 教員
- 塚本ハマ

### 出身者
- 森村聡美 - 元女優・元アイドル歌手
- 杉山りえ - バスケットボール選手